# Dolichoneura missionis
Dolichoneura missionis är en fjärilsart som beskrevs av Louis Beethoven Prout 1923. Dolichoneura missionis ingår i släktet Dolichoneura och familjen mätare. Inga underarter finns listade i Catalogue of Life.